# کلیف بنتز
کلیف استوارت بنتز (متولد ۱۲ ژانویه ۱۹۵۲) یک وکیل، دامدار و سیاستمدار آمریکایی است که به عنوان نماینده ایالات متحده برای منطقه دوم کنگره اورگان خدمت می‌کند. او که عضو حزب جمهوری‌خواه است، عضو کمیته فرعی کمیته منابع طبیعی مجلس در مورد آب، اقیانوس‌ها و حیات وحش است و در کمیته قضایی مجلس نمایندگان حضور دارد.
در فوریه ۲۰۲۱ او به عنوان عضوی از کمیته فرعی آب، اقیانوس‌ها و حیات وحش انتخاب شد.